# املوخ
اَملوخ (به انگلیسی: Amlwch، تلفظ: ‎/ˈæmlʊk, -lʊx/‎; تلفظ ولزی: [ˈamlʊχ]) یک شهرک در ولز است که در انگلسی واقع شده‌است. املوخ ۳٬۷۸۹ نفر جمعیت دارد.